# Tratat

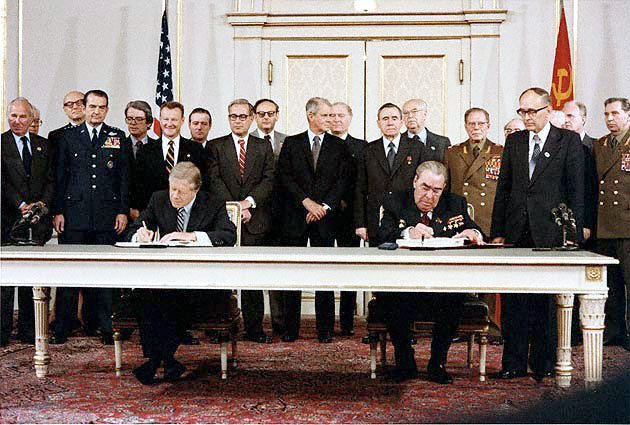
Președintele Jimmy Carter și secretarul general sovietic Leonid Brejnev semnează tratatul privind limitarea armelor strategice (SALT II), 18 iunie 1979, la Viena.

Un tratat este un acord în legea internațională încheiat între două sau mai multe entități internaționale, două state și organizații internaționale. Tratatele pot avea nume diferite: tratate, acorduri internaționale, protocoale, convenții, schimb de scrisori, etc.; dar totuși toate acestea sunt tratate și regulile rămân constante independent de numele documentului.
Tratatele pot fi comparate cu contractele: ambele reprezintă mijloace prin intermediul cărora doi participanți își asumă unele obligații, și membrul care nu respectă aceste obligații poate fi pedepsit pentru nerespectarea înțelegerii. Principiul central a legislației tratatelor este pacta sunt servanda--"pactele trebuie respectate." 
Primele tratate cunoscute astăzi sunt probabil cele încheiate de conducătorii imperiului Hitit cu vecinii și vasalii lor în secolul al XIV-lea î.Hr., urmate de tratate încheiate de hitiți cu Ramses al II-lea, faraonul Egiptului, în jurul anilor 1280–1270 î.Hr. 
Cel mai vechi tratat internațional păstrat în text complet este un tratat de prietenie și un acord de comerț între regii din Elba și Ashur, încheiat la mijlocul secolului al III-lea î.Hr., care a fost găsit în arhiva palatului Elba.

## Legături externe
- „Tratat” la DEX online

## Vezi și
- Lista paginilor care încep cu „Tratat”
- Lista paginilor care încep cu „Pact”